# Ludwig Uhland
Pour les articles homonymes, voir Uhland.
Ludwig Uhland, né à Tübingen le 26 avril 1787 et mort à Tübingen le 13 novembre 1862, est un poète romantique allemand et un spécialiste de l'étude des langues.

## Biographie
Uhland est considéré comme un des fondateurs de la germanistique moderne. Le recueil Chansons populaires anciennes en haut et bas allemand (1844-1845) et son essai inachevé Sur les poésies populaires allemandes sont des œuvres capitales, reflet de son érudition.
Savant, poète, député, Uhland appartient au « cercle souabe » qui, entre 1820 et 1850, rassemble à Stuttgart des poètes et des artistes libéraux. Par cet intermédiaire, Il contribuera à influer sur la politique du Wurtemberg, en particulier en 1848. Il s'engage en faveur de l'unité allemande dont le peuple est pour lui le garant. Pour Uhland, il faut s'inspirer des aspirations du peuple allemand, épris de justice, qui doit guider la création d'une république allemande. Dans son œuvre poétique, il s'empare et s'occupe de préférence des thèmes populaires du Moyen Âge. Maître de la ballade, il a le sens du rythme et de l'effet dramatique: Le Roi aveugle (Der blinde König), La Malédiction du chanteur (Des Sängers Fluch), Taillefer, Bertran de Born. Il est aussi l'auteur de poésies devenues populaires : J'avais un camarade (Ich hatt' einen Kameraden). Ses deux drames historiques, Le Duc Ernst de Souabe (1818) et Louis le Bavarois (1819), ont eu moins de succès.
Il est connu notamment pour avoir composé en 1809 le poème Der gute Kamerad, mis en musique en 1825 par Friedrich Silcher et que les Allemands, encore aujourd'hui, écoutent ou chantent debout à l'instar de l'hymne national.
Sa ballade Harald servit d'inspiration également à Vincent d'Indy pour sa légende symphonique La Forêt enchantée.
Max Weber fait allusion à Uhland dans sa conférence Le Savant et le Politique.
La Bibliothèque nationale et universitaire de Strasbourg conserve aujourd'hui sa bibliothèque, achetée en 1872. Il s'agit avant tout de livres en ancien et moyen allemand, auxquels s’ajoutent des ouvrages en diverses langues anciennes, du français à l’espagnol en passant par les langues slaves.